# Beta nitride carbon
Beta nitride cacbon hay Beta cacbon nitride (β-C3N4) là một vật liệu được dự báo là cứng hơn kim cương.
Vật liệu này lần đầu tiên được Marvin Cohen và Amy Liu đề xuất năm 1985. Kiểm tra bản chất của các liên kết kết tinh họ đưa ra giả thuyết rằng các nguyên tử cacbon và nitơ có thể tạo ra liên kết đặc biệt mạnh và ngắn trong một lưới tinh thể ổn định với tỷ lệ 1:1,3. Điều này có nghĩa là vật liệu có thể sẽ cứng hơn kim cương trên thang độ cứng Mohs lần đầu tiên được đề xuất năm 1989.
Gần đây, beta nitride cacbon kích thước nano với kích cỡ hạt vài chục nanomét đã được tổng hợp bằng công nghệ phản ứng cơ hóa học. Phương pháp tổng hợp rẻ tiền đã được phát triển để tạo thuận lợi cho điều mới lạ này và tổng hợp có hiệu quả bột β-C3N4 (a = 6,36 Å, c = 4,648 Å) kết tinh kích thước nano.